# Babou A. M. Cisse
Alh. Babou A. M. Cisse (* 12. Juni 1943; † 15. August 2015) war ein gambischer Versicherungsmanager und Sportfunktionär.

## Leben
Cisse begann seine berufliche Laufbahn mit einer sehr kurzen Zeit als Lehrer, bevor er Manager der Gambia Commercial and Development Bank (GCDB), Manager der Gambia National Insurance Company (GNIC) und Geschäftsführer der Senegambia Insurance Company (SIC) wurde. Er hatte auch einen Vertrag mit dem Gambia Groundnut Council (GGC) und stand zum Zeitpunkt seines Ablebens bei Africell unter Vertrag. Zeitweise war er 1993 Präsident der West African Insurance Companies Association (WAICA) und auch Präsident der African Insurance Organization (AIO). Im Mai 1985 war er Commissioner (heutige Bezeichnung Gouverneur) der Lower River Region. Cisse verlegte 1990 im Alleingang das West African Insurance Institute (WAII), die subregionale Versicherungshochschule aus Liberia während des Bürgerkriegs, nach Gambia. Das Institut befindet sich nun Kotu in der Gemeinde Kanifing.
Von 1973 war Cisse bis zu seinem Tod auch Präsident und Mitbegründer des Hawks Football Club. Auch war er Präsident des Real de Banjul Football Club seit dessen Gründung 1968–1972. Von 1992 bis 1993 war er Exekutivmitglied und Präsident der Gambia Football Association (GFA) und vertrat den damaligen Verband bei vielen CAF-Kongressen und -Sitzungen. Er war auch Geschäftsführer und Schirmherr der Gambia Roundball Association.
Cisse starb Mitte 2015 im Alter von 72 Jahren, Hunderte von Menschen nahmen an seiner Beerdigung teil.